# Dionysius Areopagita

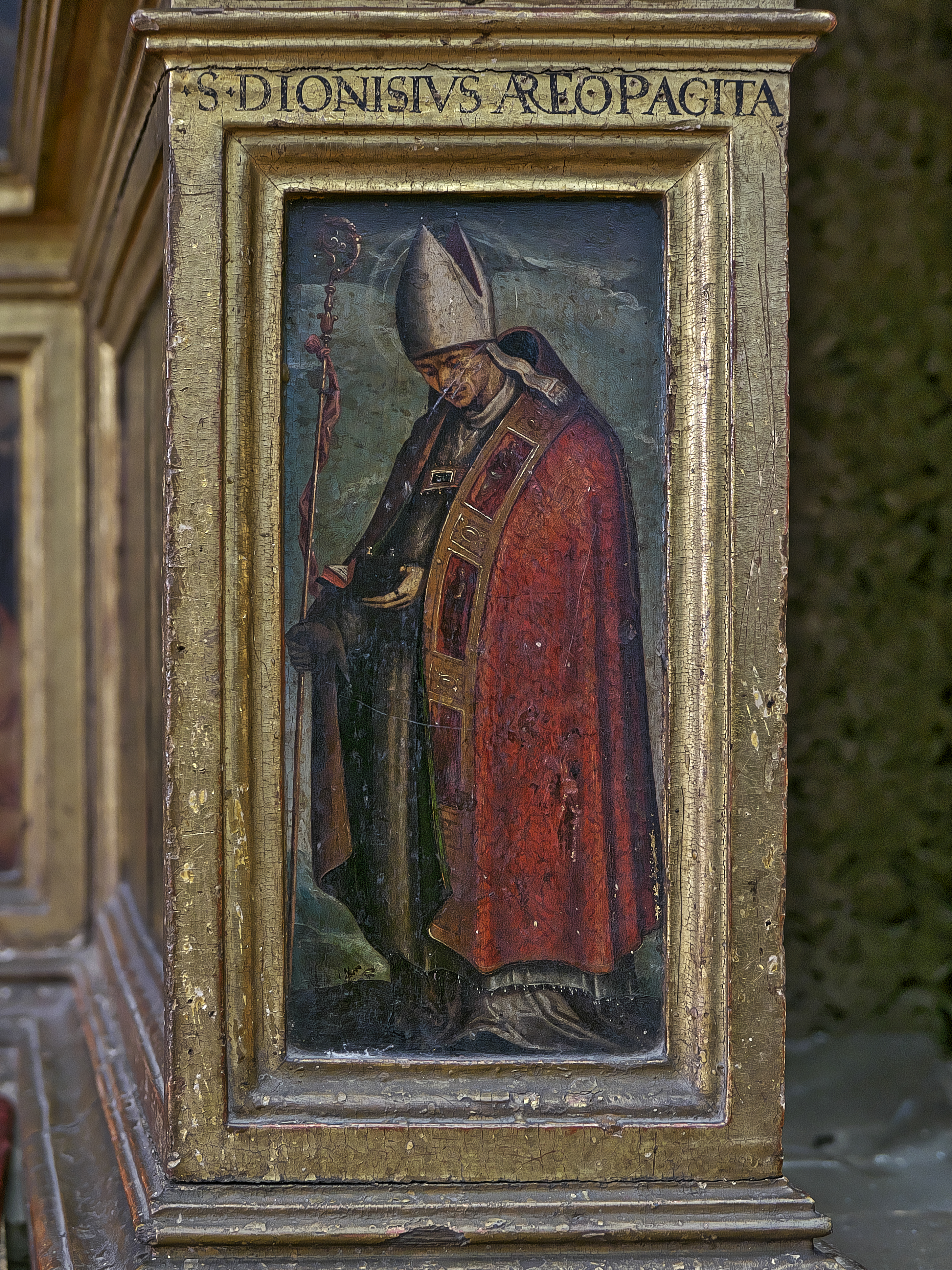
Dionysius Areopagita – Darstellung in der Iglesia de la Anunciación (Sevilla)

Dionysius Areopagita, mit lateinischen Kasusendungen für griechisch Dionysios Areopagites – Διονύσιος ὁ Ἀρεοπαγίτης (* und † um das erste Jahrhundert n. Chr.), ist der Name eines von Paulus in Athen bekehrten Beisitzers des Areopag. Er wurde später der zweite Bischof von Athen.

## Überlieferung

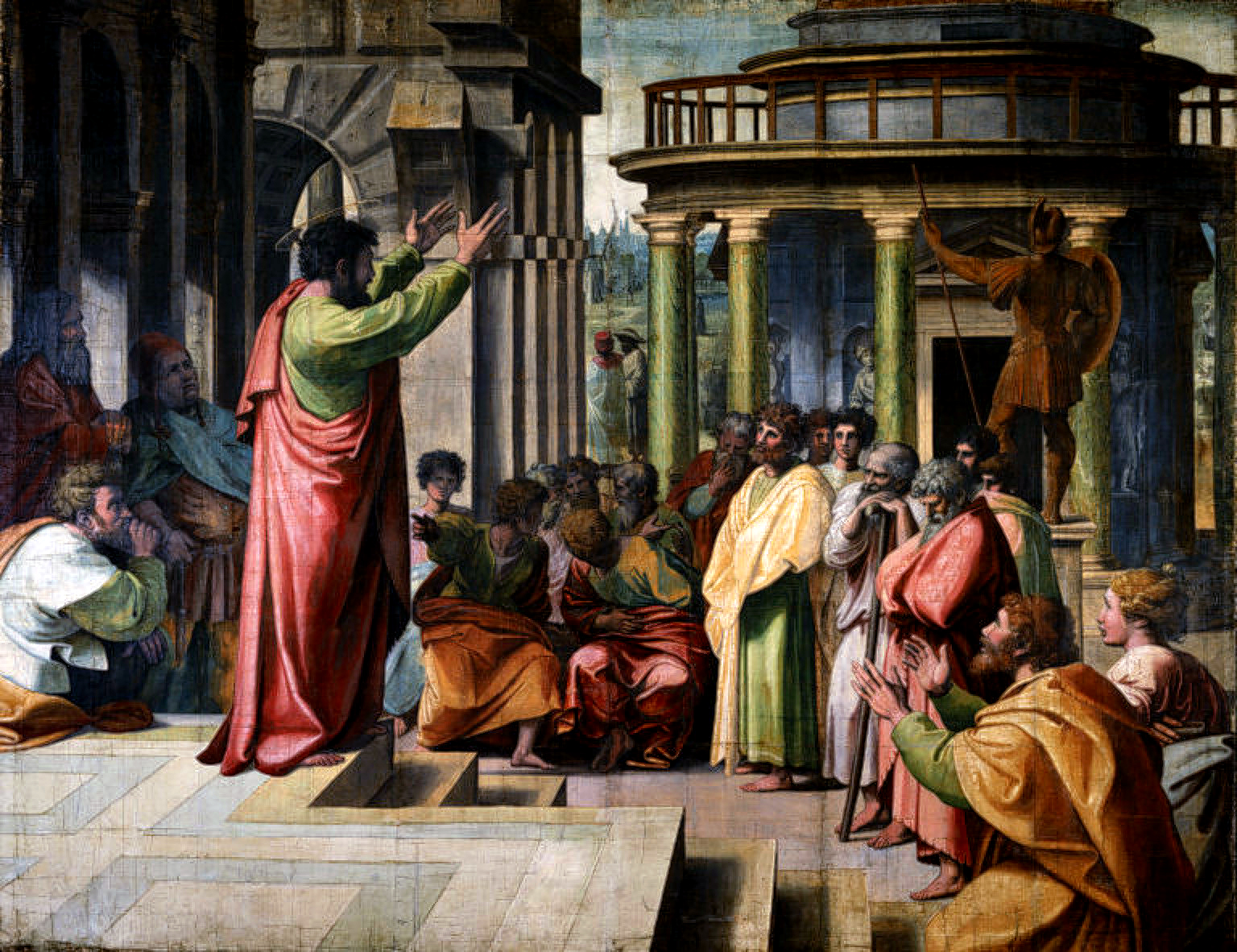
Raffael: Predigt des heiligen Paulus in Athen, Gemälde von 1515

Die Bekehrung durch Paulus ist in Apg 17,34  überliefert. Vom Bischofsamt des Dionysius berichtet Eusebius von Caesarea (Historia Ecclesiae 3,4). Der Name seiner Frau lautete Damaris.

## Namensverwechselungen
Ein wohl um das Jahr 500 wirkender anonymer Philosoph und Theologe nahm den Namen und die Identität des Athener Areopagiten für sich in Anspruch. Er wird meist als Pseudo-Dionysius Areopagita bezeichnet. Im Mittelalter wurde angenommen, dass die Texte Pseudo-Dionysius’ wirklich von Dionysius geschrieben wurden. Dementsprechend genossen sie die einem Apostelschüler zukommende Autorität. Die jüngere Forschung tendiert wieder dazu, die Authentizität der Werke, welche pseudo-dionysisch genannt werden, zu befürworten.
Im Mittelalter wurde, im Anschluss an Hilduin von Saint-Denis, auch Dionysius von Paris (3. Jahrhundert) mit dem Athener Bischof gleichgesetzt.

## Gedenken
Die katholische und die orthodoxen Kirchen feiern seinen Gedenktag am 3. Oktober.
- Die katholische Kathedrale von Athen trägt sein Patrozinium.
- In Süderau in Schleswig-Holstein gibt es eine St.-Dionysius-Areopagita-Kirche
- Ein Mondkrater wurde nach ihm benannt.